# Nodocion solanensis
Nodocion solanensis är en spindelart som beskrevs av Benoy Krishna Tikader och Gajbe 1977. Nodocion solanensis ingår i släktet Nodocion och familjen plattbuksspindlar. Inga underarter finns listade i Catalogue of Life.